# Reprezentacja Kanady w piłce nożnej kobiet
Reprezentacja Kanady w piłce nożnej kobiet – reprezentacja Kanady piłkarek nożnych, sterowana przez Canadian Soccer Association. Jest powoływana przez selekcjonera, w niej występować mogą wyłącznie zawodniczki posiadające obywatelstwo kanadyjskie.
Największymi sukcesami reprezentacji jest 2-krotne zdobycie złota w mistrzostwach CONCACAF (1998, 2010), a także złoty medal Igrzysk Olimpijskich (2020) oraz czwarte miejsce na mistrzostwach świata (2003).

## Udział w turniejach międzynarodowych

### Mistrzostwa świata
Dotychczas żeńskiej reprezentacji Kanady 7 razy udało się awansować do finałów mistrzostw świata. W 2003 zajęła czwarte miejsce. 
| Rok   | Runda                   | Pozycja                 | M                       | W                       | R                       | P                       | GZ                      | GS                      |
| ----- | ----------------------- | ----------------------- | ----------------------- | ----------------------- | ----------------------- | ----------------------- | ----------------------- | ----------------------- |
| 1991  | Nie zakwalifikowała się | Nie zakwalifikowała się | Nie zakwalifikowała się | Nie zakwalifikowała się | Nie zakwalifikowała się | Nie zakwalifikowała się | Nie zakwalifikowała się | Nie zakwalifikowała się |
| 1995  | Faza grupowa            | 10/12                   | 3                       | 0                       | 1                       | 2                       | 5                       | 13                      |
| 1999  | Faza grupowa            | 12/16                   | 3                       | 0                       | 1                       | 2                       | 3                       | 12                      |
| 2003  | 4. miejsce              | 4/16                    | 6                       | 3                       | 0                       | 3                       | 10                      | 10                      |
| 2007  | Faza grupowa            | 9/16                    | 3                       | 1                       | 1                       | 1                       | 7                       | 4                       |
| 2011  | Faza grupowa            | 16/16                   | 3                       | 0                       | 0                       | 3                       | 1                       | 7                       |
| 2015  | Ćwierćfinał             | 6/24                    | 5                       | 2                       | 2                       | 1                       | 4                       | 3                       |
| 2019  | 1/8 finału              | 11/24                   | 4                       | 2                       | 0                       | 2                       | 4                       | 3                       |
| Razem | Turniejów finał.        | 7/8                     | 27                      | 8                       | 5                       | 14                      | 34                      | 52                      |

### Igrzyska Olimpijskie
Piłkarki Kanady czterokrotnie zakwalifikowały się na turniej finałowy Igrzysk Olimpijskich. Najwyższe osiągnięcie to złoty medal w 2020. 
| Rok   | Runda                   | M                       | W                       | R                       | P                       | GZ                      | GS                      |                         |
| ----- | ----------------------- | ----------------------- | ----------------------- | ----------------------- | ----------------------- | ----------------------- | ----------------------- | ----------------------- |
| 1996  | Nie zakwalifikowała się | Nie zakwalifikowała się | Nie zakwalifikowała się | Nie zakwalifikowała się | Nie zakwalifikowała się | Nie zakwalifikowała się | Nie zakwalifikowała się | Nie zakwalifikowała się |
| 2000  | Nie zakwalifikowała się | Nie zakwalifikowała się | Nie zakwalifikowała się | Nie zakwalifikowała się | Nie zakwalifikowała się | Nie zakwalifikowała się | Nie zakwalifikowała się | Nie zakwalifikowała się |
| 2004  | Nie zakwalifikowała się | Nie zakwalifikowała się | Nie zakwalifikowała się | Nie zakwalifikowała się | Nie zakwalifikowała się | Nie zakwalifikowała się | Nie zakwalifikowała się | Nie zakwalifikowała się |
| 2008  | 8. miejsce              | 4                       | 1                       | 1                       | 2                       | 5                       | 6                       |                         |
| 2012  | 3. miejsce              | 6                       | 3                       | 1                       | 2                       | 12                      | 8                       |                         |
| 2016  | 3. miejsce              | 6                       | 5                       | 0                       | 1                       | 10                      | 5                       |                         |
| 2020  | Mistrzostwo             | 6                       | 2                       | 4                       | 0                       | 8                       | 5                       |                         |
| Razem | 4/7                     | 24                      | 11                      | 6                       | 5                       | 35                      | 24                      |                         |

### Złoty Puchar CONCACAF
Kanadyjskiej drużynie 9 razy udało się zakwalifikować do finałów Pucharu CONCACAF. 2-krotnie zdobywała tytuł mistrza.
| Rok   | Runda             | M                 | W                 | R                 | P                 | GZ                | GS                |
| ----- | ----------------- | ----------------- | ----------------- | ----------------- | ----------------- | ----------------- | ----------------- |
| 1991  | Wicemistrz        | 5                 | 4                 | 0                 | 1                 | 23                | 5                 |
| 1993  | -                 | 3                 | 1                 | 1                 | 1                 | 4                 | 1                 |
| 1994  | Wicemistrz        | 4                 | 3                 | 0                 | 1                 | 18                | 6                 |
| 1998  | Mistrz            | 5                 | 5                 | 0                 | 0                 | 42                | 0                 |
| 2000  | 4. miejsce        | 5                 | 2                 | 0                 | 3                 | 20                | 12                |
| 2002  | Wicemistrz        | 5                 | 4                 | 0                 | 1                 | 26                | 3                 |
| 2006  | Wicemistrz        | 2                 | 1                 | 0                 | 1                 | 5                 | 2                 |
| 2010  | Mistrz            | 5                 | 5                 | 0                 | 0                 | 17                | 0                 |
| 2014  | Nie uczestniczyła | Nie uczestniczyła | Nie uczestniczyła | Nie uczestniczyła | Nie uczestniczyła | Nie uczestniczyła | Nie uczestniczyła |
| 2018  | Wicemistrz        | 5                 | 4                 | 0                 | 1                 | 24                | 3                 |
| Razem | 9/10              | 39                | 29                | 1                 | 9                 | 179               | 32                |

### Igrzyska panamerykańskie
Reprezentacja kraju w 2011 triumfowała w rozgrywkach Igrzysk panamerykańskich.
| Rok   | Runda                           | M                               | W                               | R                               | P                               | GZ                              | GS                              |
| ----- | ------------------------------- | ------------------------------- | ------------------------------- | ------------------------------- | ------------------------------- | ------------------------------- | ------------------------------- |
| 1999  | 4. miejsce                      | 6                               | 3                               | 2                               | 1                               | 16                              | 9                               |
| 2003  | Wicemistrz                      | 4                               | 2                               | 0                               | 2                               | 8                               | 10                              |
| 2007  | 3. miejsce                      | 6                               | 4                               | 0                               | 2                               | 25                              | 11                              |
| 2011  | Mistrz                          | 5                               | 3                               | 2                               | 0                               | 7                               | 3                               |
| 2015  | 4. miejsce                      | 5                               | 1                               | 0                               | 4                               | 6                               | 9                               |
| 2019  | Jeszcze nie zakwalifikowała się | Jeszcze nie zakwalifikowała się | Jeszcze nie zakwalifikowała się | Jeszcze nie zakwalifikowała się | Jeszcze nie zakwalifikowała się | Jeszcze nie zakwalifikowała się | Jeszcze nie zakwalifikowała się |
| Razem | 5/5                             | 26                              | 13                              | 4                               | 9                               | 62                              | 42                              |